# ジクロロアルシリアフラビンAシンターゼ
ジクロロアルシリアフラビンAシンターゼ（dichloroarcyriaflavin A synthase）は、次の化学反応を触媒する酸化還元酵素である。
ジクロロクロモピロール酸 + 3 O2 + 3 NADH + 3 H+ {\displaystyle \rightleftharpoons } ジクロロアルシリアフラビンA + 2 CO2 + 4 H2O + 3 NAD+
反応式の通り、この酵素の基質はジクロロクロモピロール酸とO2とNADHとH+、生成物はジクロロアルシリアフラビンAとCO2とH2OとNAD+である。
組織名はdichlorochromopyrrolate,NADH:oxygen 2,5-oxidoreductase (dichloroarcyriaflavin A-forming)である。